# Bích Câu
Bích Câu là một địa danh cũ thuộc Hà Nội, hiện nay ở đây cũng có một con phố tên Bích Câu (là con phố cắt ngang, nối phố Đoàn Thị Điểm và phố Cát Linh).

## Chiết tự
Bích Câu (碧溝) theo nghĩa chữ Hán có nghĩa là "ngòi biếc", ám chỉ ngày xưa ở đây có một con ngòi (kênh, mương) nước trong xanh chảy ra hồ Giám, Lương Sử, Ngô Sĩ Liên tới hồ Kim Âu gần phố Khâm Thiên. Tương truyền chúa Trịnh Sâm đã từng từ phủ chúa gần ngã tư Quang Trung - Tràng Thi đi thuyền theo một con ngòi đến hồ Kim Âu, qua ngòi biếc này ghé đến nhà tham tụng Nguyễn Khản (anh ruột của Nguyễn Du) ở Văn Miếu

## Vị trí
Vị trí phường Bích Câu theo phỏng đoán là cả một khu vực ôm lấy nội thành phía nam, tây nam và tây bắc vòng Hoàng thành Thăng Long. Nếu nhìn trên bản đồ hiện nay thì Bích Câu gồm các phố Quán Thánh, sang Hùng Vương, sang Nguyễn Thái Học, Quốc Tử Giám, xuôi nửa đường Tôn Đức Thắng, xuống các làng Hào Nam, Giảng Võ rồi ngang về phía cuối các trục đường Cát Linh, Kim Mã - cả Thủ Lệ, Đội Cấn, Hoàng Hoa Thám và một phần thuộc đất làng Thụy Khuê.

## Lịch sử
Phường Bích Câu vốn có từ rất lâu trước khi Lý Công Uẩn dời đô về Đại La, lập thành Thăng Long. Từ thời nhà Lý trở đi thì phường Bích Câu phát triển thành một trung tâm chính trị, văn hóa, kinh tế bậc nhất Thăng Long. Thời hoàng kim của Bích Câu kéo dài hàng thế kỷ văn minh từ thời trung đại cho đến hết thế kỷ 19.
Cái tên Bích Câu được ra đời từ rất sớm, đã xuất hiện trong các câu truyện dân gian từ xa xưa. Các sách về địa chính Tống Bình, Đại La đã nói đến Bích Câu với sự tích văn hóa và lịch sử hình thành đặc biệt của nó. Trước đây Bích Câu này chỉ được gọi là trại, sau đổi là phường. Khu vực này tập trung đa phần là vua chúa, quan lại và danh sĩ ngay từ thời Văn Lang - Thục Phán.
Theo Văn Kỳ Trung hưng, sinh hoạt của phường Bích Câu náo nhiệt nhất vào những năm 40 của thế kỷ 17 đến đầu thế kỷ 19. Các sinh hoạt ở đây đã sớm hội nhập văn minh phương Tây lẫn thời Minh, Thanh của Trung Quốc, mạnh nhất là thời Khang Hy, Càn Long. Nơi đây đã từng tập trung vua chúa, quan lại, văn nghệ sĩ, bác học và cả những "Mạnh Thường Quân"... Gia đình của Nguyễn Du cũng ở phường Bích Câu, khi đó là một gia đình đại quý tộc.
Bích Câu còn được nhắc tới trong tác phẩm Bích Câu kỳ ngộ, kể về một học trò tên Tú Uyên gặp nàng Giáng Kiều ở đất Bích Câu. Bích Câu kỳ ngộ có nghĩa là cuộc gặp gỡ lạ lùng ở Bích Câu.